# Choristoneura fumiferana DEF multiple nucleopolyhedrovirus
Choristoneura fumiferana DEF multiple nucleopolyhedrovirus (abreviado CfMNPV) es una especie de virus del género Alphabaculovirus. El virus infecta la polilla Choristoneura fumiferana, una de las especies de insectos que son plaga forestales más destructivas de América del Norte, destruyendo hasta 35 millones de hectáreas anuales de bosque.
El virus contiene un dsADN ocluido con viriones en forma de bastón que infectan las etapas larvarias de las polillas.